# Aktiv hälsostyrning
Aktiv hälsostyrning (AHS) är en översättning av den internationella termen en:Managed care eller en:Population health management. Syftet är att proaktivt erbjuda evidensbaserad och resurseffektiv vård till utsatta och vårdtunga patientgrupper. 
Insatserna kan ligga på någon av följande tre nivåer: 
1. Systemnivå: Förändring med exempelvis förändrade vårdlogistik för identifierade grupper eller förändrad finansiell styrning exempelvis ändrade ersättningsmodeller.
2. Vårdgivarnivå: Uppdatering och evidensbasering av riktlinjer och vårdprogram eller finansiella incitamenten enligt P4P.
3. Patientnivå: Direkt återkommande proaktiv kontakt med utvalda patienter där åtgärderna kan bestå av koordinering av vård eller undervisning och coachning. Vilka typer av patienter åtgärderna riktas mot kan variera stort mellan specifka grupper av kroniskt sjuka eller komplexa multisjuka patienter till förebyggande insatser riktade mot exempelvis rökare eller överviktiga.

Riktade insatser mot vårdgivare och patienter inom givna kroniska diagnoser kallas Disease management.
Begreppet är av amerikanskt ursprung.
Aktiv hälsostyrning utvärderas för tillfället inom Stockholms läns landsting genom två pågående randomiserade prospektiva studier. Målet är att utvärdera om man genom AHS kan förbättra livskvaliteten och minska förhindringsbara sjukvårdskontakter hos valda patientgrupper.
Internationella studier har i varierande grad kunnat visa fördelar med AHS, och det har debatterats i vilken grad konceptet är framgångsrikt. Två ansenliga studier har dock under 2010 publicerats inom fältet och visat goda resultat.